# ロングアイランド・アイスティー
ロングアイランド・アイスティー (英語: Long Island iced tea) はカクテルの名称。紅茶を一滴も使わずに、見た目および味を紅茶に近づけた点が特徴のロングドリンクである。飲みやすくアルコールの強さを感じさせないが、ウォッカ、ジン、テキーラ、ラム酒が使用されており、実際はかなりアルコール度数が高い。このため、「レディキラーカクテル」という異名をもつカクテルの1つである。

## 由来
1970年代にアメリカニューヨーク州東部のロングアイランドで誕生したため、この名がつけられた。オーク・ビーチ・インのバーテンダーだったロバート・バッツが考案したと言われている。一方で、テネシー州の同名の街から名付けられたという説もある。

## レシピの例
国際バーテンダー協会のレシピを以下に記す。
材料
- テキーラ - 15ml
- ホワイト・ラム - 15ml
- ジン -15ml
- コアントロー - 15ml
- レモンジュース - 30ml 　
- ガムシロップ - 20ml
- コーラ - 適量 　

作り方
1. 全ての材料をハイボールグラスに入れる。
2. ゆっくりとかき混ぜる。
3. 好みでレモンスライスを飾る。

上述の国際バーテンダー協会では使用されていないが、ウォッカを他の酒と等量使用するレシピのほうが古くからある。また、ウォッカを入れてホワイト・ラムを抜くレシピも存在する。
作り方もコーラ以外の材料をシェイクしてコリンズグラスに注ぎ、コーラを加えて軽く混ぜる手法もある。

## バリエーション
- コーラをクランベリー・ジュースに変えると、「ロングアイランド・ビーチ」となる。
- コーラを炭酸水、コアントローをブルー・キュラソーに変えると、「アディオス・マザー・ファッカー」となる。
- バーボン・ウィスキーを加えると、「テキサス・アイスティー」となる。
- コーラをパイナップル・ジュースと7upに変え、グレナデンシロップを加えると、「77 サンセット・ストリップ」となる。
- コアントローをメロンリキュール、コーラをサイダーに変えると、「東京アイスティー」となる。